# Pouru-Saint-Remy
Pouru-Saint-Remy é uma comuna francesa na região administrativa de Grande Leste, no departamento das Ardenas. Estende-se por uma área de 10,19 km², com 1 165 habitantes, segundo os censos de 1999, com uma densidade de 114 hab/km².